# Shōrui Awaremi no Rei
Shōrui Awaremi no Rei (生類憐れみの令?   , traducido como «Edictos/instrucciones concernientes a la compasión de los seres vivos») se refiere a las prohibiciones legales concernientes a la muerte de numerosos seres vivos en Japón, promulgados por el quinto shōgun Tokugawa, Tsunayoshi durante la era Genroku. Esta norma se convirtió en una forma de protección de los animales.

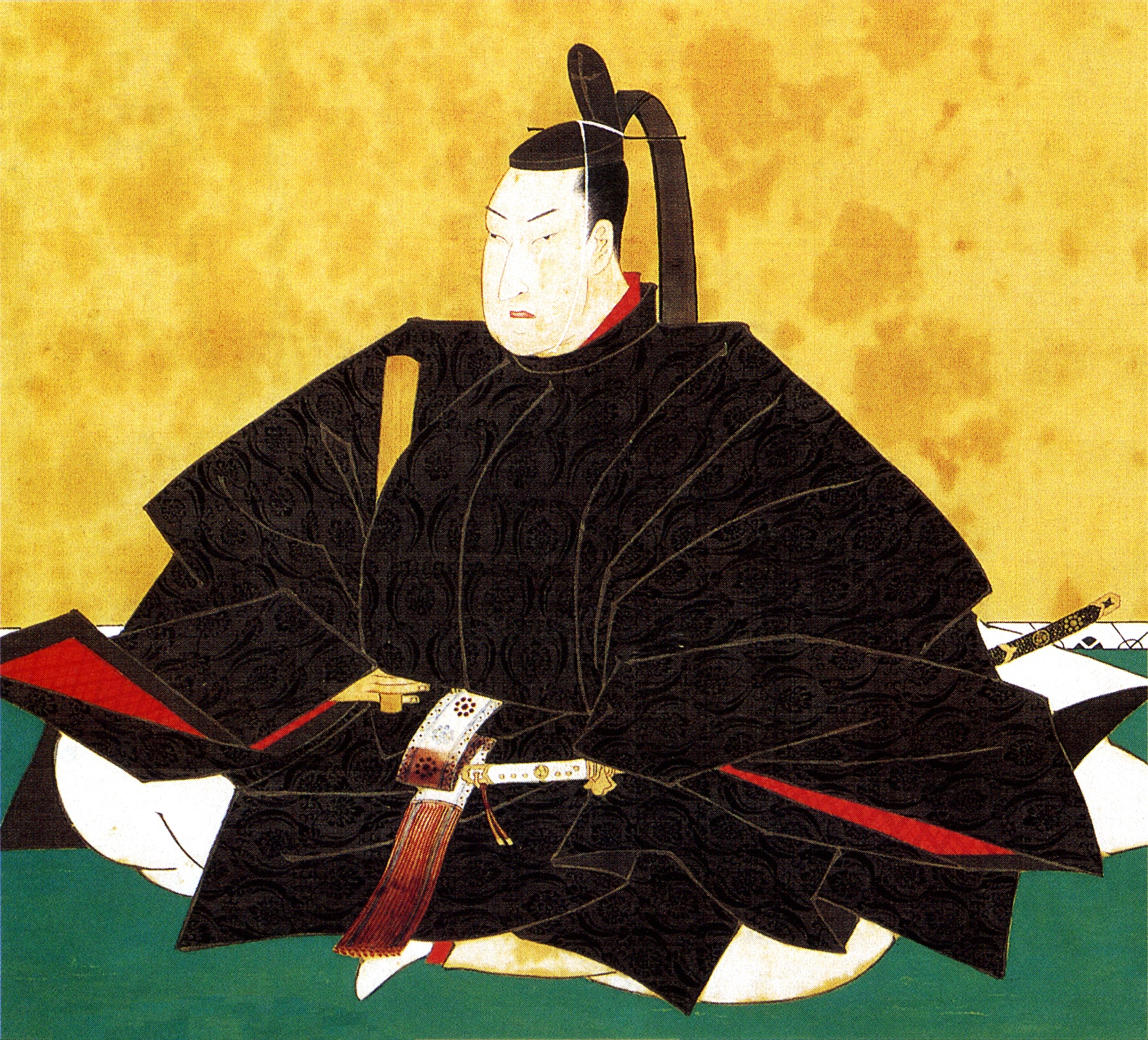
El shōgun Tokugawa Tsunayoshi, propulsor de los edictos de protección animal.

Estas normas no fueron promulgadas en un mismo momento, sino que sufrió modificaciones unas 135 veces para proteger a más especies que no estaban incluidas en versiones anteriores. Inicialmente, la medida fue hecha para proteger a caballos enfermos y cuidar al ganado, pero en 1686 se extendió a los perros. En un espacio de 24 años que se implementó la norma, resultó en el castigo en unos 72 casos. La ley protegía a cualquier ser vivo: perros, gatos, pescados, moluscos e insectos, aunque la norma se hizo más conocida por su protección a los perros. Cualquier caso de maltrato animal era reportado a los magistrados. No obstante, las medidas de protección se volvieron exageradas ya que se percibía que los perros debían ser tratados de mejor manera que a las personas, y causó resistencia en la población que consideraba ridículas las medidas de Tsunayoshi.
Tsunayoshi había creado estos edictos debido a su creencia fervorosa en el confucianismo, que abogaba por la compasión en los seres vivos y por haber nacido en el año del perro dentro del zodíaco chino, animal al que el shōgun le dio amplia preferencia y por el cual fue apodado peyorativamente Inu-Kubō (犬公方?  Inu, perro; Kubō, título formal del shōgun).

## Historia
El primer edicto fue promulgado en 1685. Algunos de los incidentes donde se aplicó la norma fueron los siguientes:
- 27 de febrero de 1687: prohibición de la venta de aves, pescados y tortugas vivas.
- 9 de abril de 1687: abandono de caballos enfermos por diez habitantes de un pueblo de la provincia de Musashi.
- 30 de abril de 1687: un funcionario subordinado apedreó a unas palomas.
- 26 de junio de 1687: un hatamoto (samurái subordinado del shogunato) es condenado a la pena capital, por asesinar un animal con una cerbatana. Un compañero que estuvo en el incidente fue desterrado a la isla de Hachijojima.
- 29 de mayo de 1688: un hatamoto es castigado por violar la ley.
- 3 de octubre de 1688: un pueblo de la provincia de Musashi es castigado por derribar un árbol que contenía un nido con pájaros.
- 27 de febrero de 1689: 14 jóvenes y 25 agricultores son desterrados a la isla de Kōzushima, por abandono de caballos enfermos.
- 4 de octubre de 1689: un hatamoto negó refugio a un perro que sufrió en una pelea y murió en frente del Hyōjōsho.
- 24 de octubre de 1691: prohibición de perros, gatos y ratones para espectáculos.
- 23 de mayo de 1695: se construyen las perreras de Ōkubo y Yotsuya en Edo. Los habitantes de esas zonas son expulsados.
- 16 de octubre de 1695: diez yoriki de Osaka cometieron seppuku y uno fue ejecutado, luego de matar pájaros con pistolas para venderlos.
- 1696: se ofrecen recompensas para cualquiera que reporte maltratos a perros.
- 1700: se prohibió la venta de anguilas y dojos.

Las medidas de prohibición de matar animales llegaron al punto de que los habitantes de Edo se abstenían de comer carne. Este comportamiento se mantuvo hasta la era Kyōhō (1716-35).
Adicionalmente, el edicto prohibió la cetrería, que era un deporte popular en ese momento en las clases acomodadas.
Los edictos tenían sus excepciones, por ejemplo, los agricultores no estaban vetados de matar animales silvestres que estuviesen dañando los cultivos, bajo la premisa de que la agricultura era la base de la vida de los japoneses.
Con la muerte de Tsunayoshi en 1709, se abolieron de manera rápida las perrerías y casi todas las normas de protección animal, con excepción del abandono de ganado y caballos. También, las personas castigadas por las normas fueron amnistiadas.